# Stahlrohrlanze

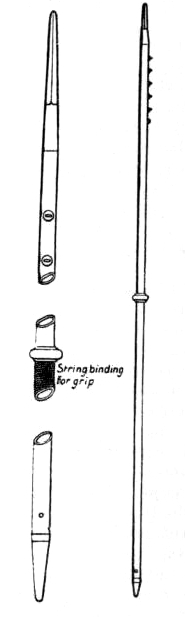
Detalle de la Enciclopedia Británica de 1911: a la derecha una M1890 de 6 ojales; en el detalle izquierdo de una lanza M1890 o M1893nA.

La Stahlrohrlanze (en alemán: «lanza de tubo de acero») fue un arma de caballería alemana de la cual se suministraron dos modelos, la M1890 y la M1893nA. La caballería alemana había estado armada con una mezcla de armas hasta 1889, cuando se decidió que todo el cuerpo estaría provisto de lanzas. Inicialmente se suministraron lanzas con asta de madera, pero en 1890 se introdujo la primera lanza de tubo de acero. Esta tenía 3,2 metros (10 pies) de largo con una punta cuadrangular de 126 milímetros (5 pulgadas) de largo. La M1890 tenía seis ojales debajo de la punta, que podían usarse para sujetar gallardetes de lanza. En 1893 se introdujo una lanza ligeramente modificada, la M1893nA. Esta incluía una borla de cuero que podía usarse para llevar la lanza. Los ojales del gallardete se agrandaron y se redujeron a cuatro. La M1890 permaneció en servicio con dos ojales retirados para parecerse a la nueva arma. Las lanzas permanecieron en uso durante la Primera Guerra Mundial hasta que se retiraron del servicio de campo en 1927.

## Modelos

### M1890
La caballería del Imperio alemán se sometió a un proceso de estandarización y reorganización a fines de la década de 1880. Como parte de esto, todas las unidades debían ser equipadas con lanzas, que anteriormente solo llevaban los ulanos. Fueron llevadas por todos los soldados y algunos suboficiales. Los suboficiales que no tenían lanzas y los oficiales de caballería continuaron armados con espadas. Inicialmente se suministraron lanzas con asta de madera, como se había llevado anteriormente, pero en 1890 se introdujo un nuevo diseño totalmente de acero. La edición de 1911 de la Enciclopedia Británica concluyó que se usaba acero porque los alemanes tenían dificultades para obtener varas de madera para las lanzas que equiparían a su caballería. Los lanceros británicos usaban varas de bambú o fresno, pero el Imperio alemán carecía del primero y la enciclopedia decía que el fresno alemán no crecía lo suficientemente recto para el segundo. Los ulanos de la provincia de Silesia continuaron portando lanzas con asta de madera y más tarde recibieron la lanza con asta de pino M1896.
La lanza M1890 (la Stahlrohrlanze o «lanza de tubo de acero») fue la primera lanza totalmente de acero. Consistía en un asta de acero fosfatado, una punta de acero pulido y una zapata cónica puntiaguda en la base. Esta última permitió que la lanza se clavara en la tierra y se parara, apuntando hacia arriba. Cuando se les ordenaba combatir desmontados, los jinetes clavaban sus lanzas en el suelo en el lugar donde iban a dejar los caballos, con los caballerizos, y avanzaban portando sus carabinas. La lanza medía 3,2 metros (10 pies) de largo y la punta, de sección cuadrada, tenía 126 milímetros (5,0 pulgadas) de largo. Se colocó una empuñadura de cuero en el punto medio del asta, asegurada por tres anillos de latón. En el asta, debajo de la punta, llevaba seis ojales a través de los cuales se podía enhebrar un alambre para sostener un gallardete de lanza. Las marcas de la unidad, un número de serie y una marca real se estamparon en dos de las caras opuestas de la punta.

### M1893nA
La M1893nA fue una ligera variación de la M1890. Por primera vez, el mango estaba hecho de acero dúctil estirado y tenía un diámetro de 36 milímetros (1,4 pulgadas). La punta, todavía de sección cuadrangular, se hizo un poco más gruesa. Kruszyński (2021) describe que la lanza mide 3,2 metros (10 pies 6 pulgadas), pero Larson y Yallop (2017) afirman que mide 3,13 metros (10 pies, 3 ½ pulgadas), ambas fuentes coinciden en que la lanza pesaba 2,12 kilogramos. Había un mango de latón, forrado con tela, en el punto medio del asta. Un tercio de la base era un anillo de latón con borla de cuero que se usaba para llevar la lanza (la base cónica encajaba en una funda de cuero en el estribo derecho del caballero).
En lugar de los seis ojales tipo banderín de la M1890, la M1893 tenía cuatro ojales en perillas de latón hemisféricas, más sustanciales que los encontrados en el modelo 1890. A partir de 1890, la M1890, que permaneció en servicio junto con el modelo más nuevo, se modificó para parecerse más a esta última, con dos de los ojales retirados. Un ejemplo modificado se encuentra en la colección de Royal Armouries del Reino Unido. Todas las lanzas, antes de 1914, fueron fabricadas por Gewehrfabrik Danzig.
Toda la caballería alemana montada (algunas unidades fueron desmontadas y combatieron como infantería) durante la Primera Guerra Mundial recibieron lanzas. Se convirtieron en la única arma de combate cuerpo a cuerpo de la caballería después de que las espadas fueran retiradas del servicio en campaña en 1915, permaneciendo así durante el resto de la guerra. La lanza continuó en servicio con la caballería del Reichswehr de posguerra, pero se retiró del servicio de campo en 1927. Algunas unidades continuaron portando una espada hasta la Segunda Guerra Mundial.

## Galería

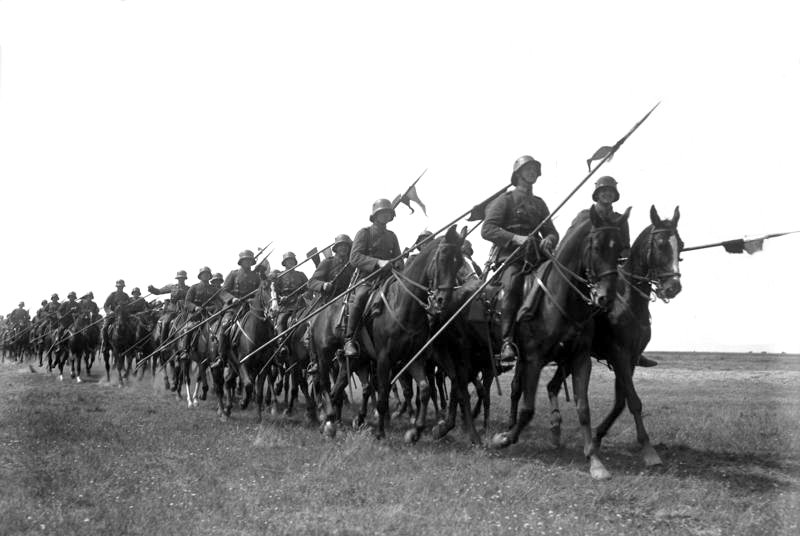
Caballería del Reichswehr armada con la lanza.
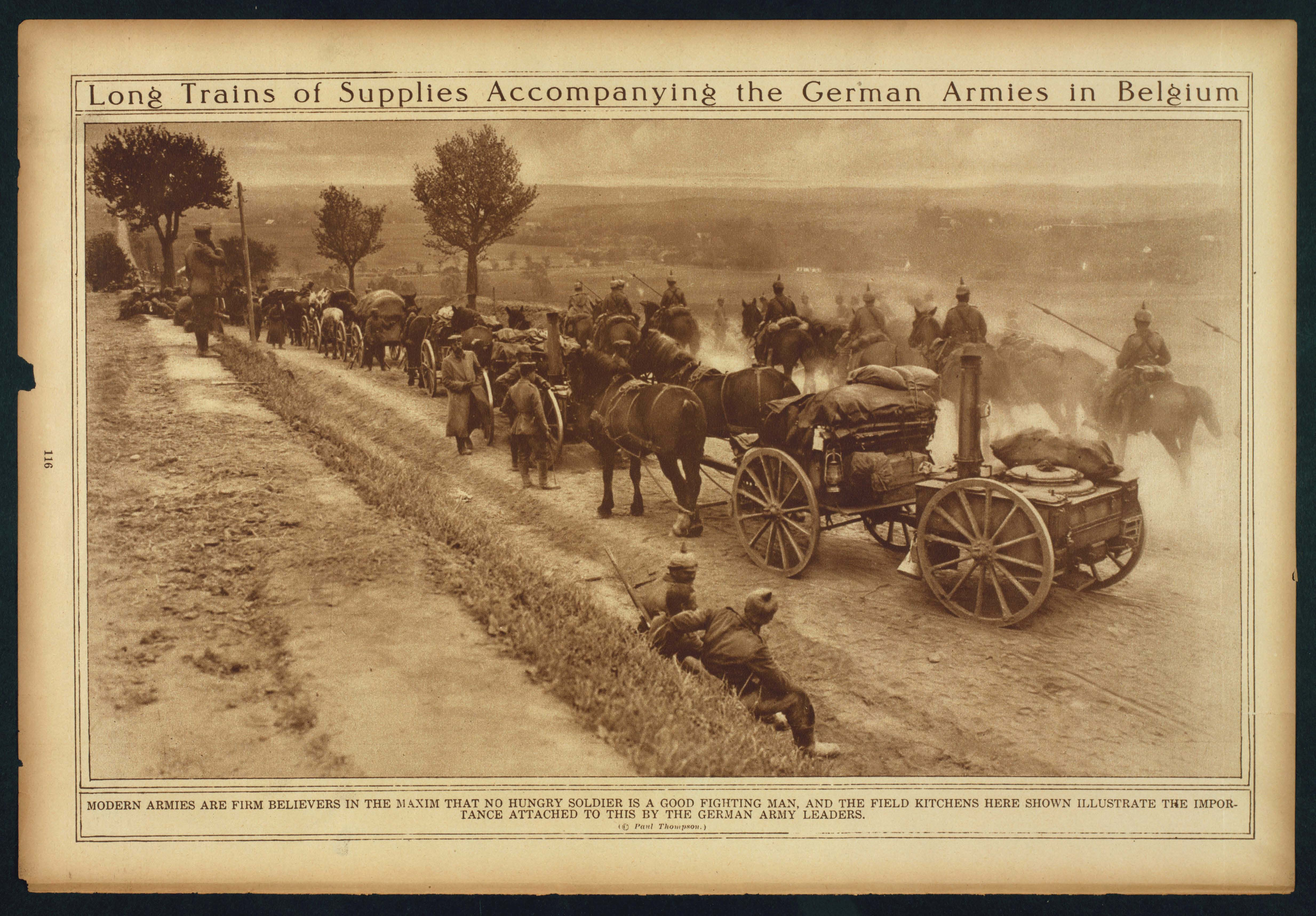
Caballería alemana con lanzas en marcha, con una cocina de campaña, durante la Primera Guerra Mundial.
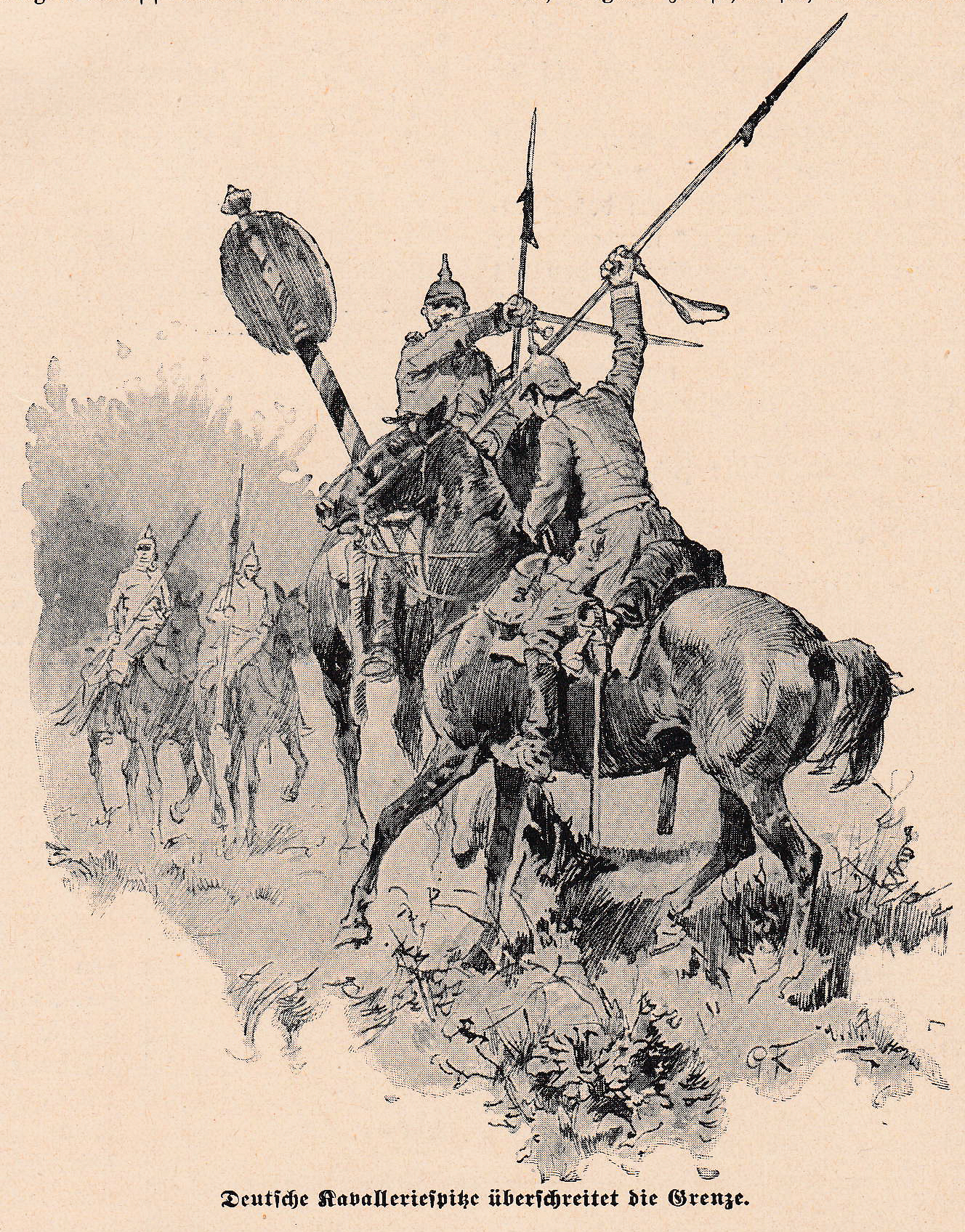
Ilustración de dragones alemanes armados con lanzas, derribando un hito fronterizo, 1914.
Ceremonia de despedida de la lanza.